# Норильская художественная галерея
Норильская художественная галерея — музей изобразительных искусств города Норильска, второе по значимости художественное собрание в Красноярском крае. Основана в 1980 году.

## История
23 ноября 1973 года была открыта Народная картинная галерея при норильском Доме техники.
В январе 1978 года решением Министерства культуры РСФСР в городе Норильске был открыт филиал Красноярской художественной галереи имени В. И. Сурикова. Коллекция галереи насчитывала уже более трёхсот произведений живописи, графики и скульптуры — к тому времени дирекция выставок Союза художников РСФСР передала в дар Норильску около ста произведений советских художников, среди которых были произведения народных художников СССР Д. А. Налбандяна, В. А. Ветрогонского, Н. Н. Жукова, Б. М. Берштейна.
Позже Министерство культуры СССР передало галерее коллекцию произведений художников-графиков, среди которых были работы Е. А. Кибрика, А. Д. Гончарова, В. Е. Попкова.
В 1979 году была осуществлена большая закупка произведений художников Красноярска. В галерее появились работы известнейших художников СССР: пейзажи народного художника РСФСР, академика Бориса Ряузова, жанровые композиции и портреты народного художника РСФСР Анатолия Знака, произведения народного художника РСФСР Тойво Ряннеля, Анатолия Калинина, Юрия Худоногова. В 1979 году, уезжая из Норильска в Красноярск, Н. П. Лой передал в дар городу 84 свои работы.
В 1980 году Норильский филиал Красноярской художественной галереи был реорганизован в самостоятельное учреждение, получившее название «Норильская художественная галерея».
В последующие годы галерея продолжает закупать работы известнейших художников Андрея Поздеева, Анатолия Знака, Бориса Ряузова, Тойво Ряннеля, С. Орлова, народного художника России Валерьяна Сергина, А. Довнара, Валерия Кудринского, Юрия Деева, заслуженного художника России Якова Еселевича, Анатолия Калинина, Юрия Худоногова, Карла Вальдмана.
Коллекция также комплектуется работами норильчан. В фондах галереи хранятся произведения ведущих мастеров города: Г. Княжевского, Н. Свиридова, Э. Гончаровой, В. Костаринова.
В творческих мастерских галерея приобретает работы омича Г. Кичигина, новосибирца М. Омбыш-Кузнецова.
В галерее хранятся работы народного художника РСФСР, академика Дмитрия Жилинского, народного художника РСФСР Эдуарда Браговского, Алексея Климанова, Анатолия Костовского, Галины Новиковой, Владимира Тетенькина, Сергея Морозова, Петра Оссовского, А. Никича, А. Грицая.
В 2016 году Норильская художественная галерея была объединена с Музеем истории освоения и развития Норильского промышленного района (в состав которого на тот момент входили дом-музей «Первый дом Норильска», Талнахский филиал музея и Кайерканский выставочный зал). В октябре 2016 года открылась PolArt-резиденция, которая также присоединилась к музейному объединению, и с ноября 2016 года оно официально именуется «Музейно-выставочный комплекс "Музей Норильска"».

## Фонды
В настоящее время собрание Норильской художественной галереи насчитывает 5 249 произведений живописи и графики, скульпторы и декоративно-прикладного искусства; среди них 610 произведений живописи норильчан, красноярцев, художников Иркутска, Омска, Новосибирска.
Основу коллекции составляют работы второй половины XX века.

## Арт-резиденция «PolArt»
Полярная арт-резиденция «PolArt» — это программа музейно-выставочного комплекса «Музей Норильска» по поддержке современного искусства. Арт-резиденция была открыта в 2016 году при поддержке администрации города и компании «Норильский никель».
Участие в программе осуществляется на основе открытого конкурса среди художников и кураторов. Набор резидентов проводится один раз в год.

## Адрес
Художественная галерея: 663318, Красноярский край, г. Норильск, ул. Талнахская, д. 78.
Изначально галерея располагалась в двух разных зданиях по улице Ордожникидзе.
PolArt-резиденция: ул. Богдана Хмельницкого, д. 1.